# José Vildoza
José Ignacio Vildoza (Córdoba, 15 gennaio 1996) è un cestista argentino. Fa parte del roster del Girona, che milita nella Liga ACB. Con un'altezza di 1,91 metri, gioca nel ruolo di playmaker.

## Carriera

### Libertad
José Vildoza si è unito al Libertad de Sunchales nel 2011, proveniente dal Club Maipú di Córdoba, dopo essersi messo in evidenza nel Campionato Argentino U17 con la selezione della sua provincia, dove fu nominato Giocatore Più Valioso (MVP). Dopo quel torneo, fu contattato dall'ex giocatore e ora agente Luis Emilio Villar, che mostrò interesse a includerlo nel suo team di lavoro. Secondo lo stesso Vildoza, la prima volta che si incontrarono di persona fu quando l’agente viaggiò fino a Córdoba per conoscerlo e, in tono scherzoso, gli propose di giocare uno contro uno in un campo di quartiere. Vildoza accettò la sfida e vinse quella partita informale.
Dopo quell’incontro iniziale, Villar lo accompagnò agli inizi della sua carriera professionistica, riuscendo a ottenere per lui un provino con il Libertad de Sunchales. Il club lo integrò al suo settore giovanile nello stesso anno.
Debuttò nella Liga Nacional de Básquet il 14 settembre 2012, a soli 16 anni, sotto la direzione tecnica di Javier Bianchelli.
Durante la sua permanenza nel club, attraversò diverse fasi di crescita personale e professionale. In varie interviste successive, Vildoza raccontò che nel marzo 2015 pensò di lasciare il Libertad a causa delle difficoltà di adattamento, ma non poté farlo perché non c’erano autobus disponibili per tornare nella sua città natale.
Nel suo periodo nel club di Sunchales, Vildoza giocò sei stagioni consecutive (2012–2017), consolidandosi progressivamente come una delle principali promesse del basket argentino. Nella stagione 2016-17 fu nominato Miglior Sesto Uomo della Liga Nacional, con una media di 16,2 punti, 3,1 assist e 3 rimbalzi per partita, partecipando a tutte le 56 gare della fase regolare.
Nel luglio 2017, dopo la vendita del posto del Libertad nella massima categoria per motivi economici, Vildoza lasciò il club e firmò un contratto con il San Lorenzo de Almagro. Nel suo saluto, espresse gratitudine verso l’istituzione per averlo formato sia sportivamente che personalmente.

### Trotamundos
Nel giugno 2017 fu ingaggiato dai Trotamundos de Carabobo, squadra appartenente alla Liga Profesional de Baloncesto del Venezuela, per rinforzare il roster in vista dei playoff della stagione. Proveniente dal Libertad de Sunchales, dove era stato nominato Miglior Sesto Uomo della Liga Nacional de Básquet in Argentina, Vildoza si unì alla squadra allenata dal tecnico argentino Rubén Magnano.
Il suo arrivo aveva l’obiettivo di rafforzare la regia del team e apportare capacità di penetrazione offensiva dal ruolo di playmaker. L'annuncio ufficiale del suo ingaggio fu dato il 5 giugno 2017, e debuttò nel terzo incontro delle semifinali di conference contro i Guaros de Lara.Disputò un totale di due partite ufficiali nella serie, con medie di 3,5 punti, 2,5 rimbalzi e 1,5 assist. La serie si concluse con l’eliminazione dei Trotamundos per 4-1. Dopo la sua breve permanenza nella squadra venezuelana, fece ritorno al Libertad de Sunchales.

### San Lorenzo
José Vildoza è arrivato al San Lorenzo a metà luglio 2017. Il suo ingaggio si inserì nel progetto sportivo del club, che in quel periodo dominava il basket argentino e sudamericano. Debuttò con la squadra durante la tournée che i porteños realizzarono in Spagna, ottenendo vittorie contro il Real Madrid e il Barcelona.
Fece parte della squadra che vinse tre titoli della Liga Nacional de Básquet nelle stagioni 2017-18, 2018-19 e 2020-21. In quest’ultima conquista fu eletto MVP delle finali grazie alla sua eccellente prestazione contro Quimsa.
Fu inoltre due volte campione della FIBA Americas League nel 2018 e nel 2019, e vinse il Torneo Súper 20 2019, oltre alla Supercoppa nelle edizioni 2017 e 2018.
A livello internazionale, fece parte della squadra che conquistò la medaglia di bronzo nella Copa Intercontinental FIBA nelle edizioni 2019 e 2020. Il suo rendimento nel club gli valse riconoscimenti a livello nazionale e lo consolidò come uno dei playmaker più importanti del paese.

### Cibona Zagreb
Il 4 giugno 2021, José Vildoza è stato presentato ufficialmente come nuovo giocatore del KK Zagreb, uno dei club più importanti della Croazia, che partecipa alla Premijer liga (Premijer Liga) e alla Lega Adriatica (ABA League). Ha firmato un contratto biennale (1+1) sotto la guida dell’allenatore Vladimir Jovanović.
Durante la stagione 2021-22 ha disputato 20 partite nella Lega Adriatica, con una media di 9,4 punti, 3,7 assist e 2,6 rimbalzi in 24,6 minuti per gara, con percentuali di tiro del 39,7% dal campo, 37,9% da tre punti e 88,2% ai tiri liberi. Ha avuto prestazioni degne di nota, come nella vittoria contro lo SC Derby del 29 gennaio 2022, in cui è stato il miglior realizzatore con 18 punti e 6 assist.
Il 20 febbraio 2022 ha conquistato la Coppa Krešimir Ćosić, dopo la vittoria del Cibona contro il Cedevita Junior per 67-65. Nella finale ha contribuito con 12 punti (3/5 da tre), 2 rimbalzi, 1 assist e 1 recupero.
Alcuni mesi dopo, il 10 giugno, ha vinto anche il campionato croato battendo lo Zadar per 3-2 nella serie finale, anche se non ha potuto disputare gara-5 a causa di un infortunio.

### Flamengo
Nel luglio 2022, José Vildoza è stato annunciato come nuovo rinforzo del Flamengo.Il playmaker argentino è stato ingaggiato per rafforzare la regia della squadra sia nel campionato nazionale Novo Basquete Brasil (NBB) che nella Basketball Champions League Americas, prendendo il posto lasciato dal connazionale Franco Balbi.
Ha debuttato ufficialmente il 16 ottobre 2022 in una vittoria contro il Minas Tênis Clube, in cui ha registrato 19 punti, 9 assist, 2 recuperi e 1 rimbalzo in 34 minuti di gioco, dimostrando un rapido adattamento alla squadra e alla lega.Durante la stagione 2022–23, Vildoza si è affermato come uno dei giocatori più costanti della squadra carioca, con una media di 10,8 punti, 3 assist e 4 rimbalzi a partita tra NBB e BCL Americas.
Il 14 gennaio 2023 è stato uno dei protagonisti nei quarti di finale del Torneo Súper 8, con una prestazione da 26 punti, 8 rimbalzi e 5 assist contro il Paulistano. Tuttavia, il Flamengo non è riuscito a conquistare titoli durante la stagione, terminando come vicecampione della Basketball Champions League Americas 2022-23, dopo la sconfitta contro il Sesi Franca ed essendo successivamente eliminato in semifinale dal campionato nazionale.

### Boca Juniors
Dopo essere stato sondato per la Liga ACB e per l'Asociación Hebraica y Macabi del campionato uruguaiano (Liga Uruguaya de Basketball), il 19 luglio 2023 è stato ufficializzato il suo arrivo al Boca Juniors in sostituzione del playmaker Franco Balbi per disputare la Liga Nacional de Básquet 2023-24 e la Basketball Champions League Americas 2023-24.
Durante la stagione, si è affermato rapidamente come uno dei leader della squadra e pezzo fondamentale nell’organizzazione offensiva, sotto la guida tecnica di Carlos Duro.
Durante i playoff, Boca ha eliminato nei quarti di finale il San Lorenzo, ha superato in semifinale il primo classificato, Quimsa di Santiago del Estero, e in finale ha sconfitto Instituto di Córdoba per 4-2. Con questo risultato, la squadra si è laureata campione della Liga Nacional de Básquet per la quarta volta nella sua storia.
Nella sesta gara della finale, disputata allo stadio Ángel Sandrín di Córdoba, Vildoza è stato determinante con 19 punti, regia e leadership nei momenti chiave. Per il suo rendimento nella serie è stato nominato MVP delle Finali della Liga Nacional de Básquet con medie di 15,9 punti, 4,8 rimbalzi e 3,8 assist.
Ha concluso la stagione con medie di 16,3 punti, 4,7 rimbalzi e 3,6 assist in 38 partite ufficiali, risultando uno dei migliori giocatori del campionato.
Nell’agosto 2024 ha confermato la sua permanenza nel club per altre due stagioni, nonostante offerte da Spagna, Grecia e Polonia.
Il 18 gennaio 2025 ha vinto la Supercopa de La Liga 2024, battendo Quimsa per 90-75 con 24 punti e 4 rimbalzi.
Nel marzo 2025 ha conquistato la Copa Súper 20 2025, superando Obras 91-82 in semifinale (dopo un supplementare) e battendo Instituto 71-65 in finale. Ha registrato medie di 15,5 punti, 3 rimbalzi e 3,5 assist.
Il 20 luglio 2025 si è proclamato bicampione della Liga Nacional de Básquet 2024-25 dopo una serie finale di sette partite.
Nella fase regolare ha disputato 38 partite, con medie di 16,3 punti, 4,7 rimbalzi e 3,7 assist in circa 29 minuti di gioco. Le sue prestazioni gli hanno valso diversi riconoscimenti: MVP della stagione della Liga Nacional de Básquet, Miglior giocatore argentino e playmaker titolare del Quintetto ideale della Liga Nacional de Básquet.
Nei playoff ha mantenuto un alto livello, venendo nuovamente nominato MVP delle Finali della Liga Nacional de Básquet, come nella stagione precedente. Nella serie finale contro Instituto ha registrato medie di 14,6 punti, 5,1 rimbalzi, 3,6 assist e 1,1 recuperi, con una valutazione media di 14,1 per partita, segnando un totale di 102 punti nelle sette partite della finale.
Il 1º agosto 2025, José Vildoza ha annunciato ufficialmente la sua partenza dal Boca Juniors con l’obiettivo di proseguire la sua carriera nella Liga ACB in Spagna. Durante la sua esperienza con il club xeneize, ha disputato un totale di 123 partite ufficiali, totalizzando 1859 punti, 563 rimbalzi e 454 assist, con medie generali di 15,1 punti, 4,6 rimbalzi e 3,7 assist a partita. Il suo passaggio nel club include la conquista di quattro titoli e il riconoscimento di sei premi individuali.

## Nazionale
Vildoza ha fatto parte della generazione di giovani prospetti argentini che ha rappresentato le selezioni giovanili tra il 2011 e il 2015, partecipando al Campionato Sudamericano U15 2011 e al Campionato Sudamericano U17 2013 (tornei in cui è stato nominato MVP), al Campionato FIBA Americhe U18 2014 e al Campionato Mondiale U19 2015. Inoltre, ha fatto parte della selezione che ha conquistato la medaglia di bronzo nel Torneo di pallacanestro 3x3 ai Giochi olimpici giovanili di Nanchino 2014.
Nel luglio 2016 è stato convocato dal commissario tecnico Silvio Santander per far parte della Nazionale argentina che ha disputato la Coppa Stanković in Cina. La squadra era composta prevalentemente da giovani giocatori del campionato locale, come versione alternativa della Nazionale maggiore. L’Argentina ha raggiunto la finale del torneo, classificandosi al secondo posto dopo la sconfitta contro la Francia per 70-57.
Ha debuttato ufficialmente con la Nazionale maggiore argentina di pallacanestro il 20 febbraio 2020 e da allora è stato convocato più volte sotto la guida tecnica di Pablo Prigioni. Ha partecipato al FIBA AmeriCup 2022 disputato in Brasile, dove l’Argentina si è laureata campione battendo il Brasile in finale. In quel torneo ha disputato cinque partite con una media di 2,2 punti, 0,8 rimbalzi e 1,4 assist a incontro.
Ha avuto una partecipazione importante nelle finestre FIBA di qualificazione per l’AmeriCup Qualificazioni alla FIBA AmeriCup 2022 e Qualificazioni alla FIBA AmeriCup 2025. Nelle prime ha fatto registrare una media di 9,0 punti, 3,5 rimbalzi e 3,0 assist in sei partite. Nelle qualificazioni al torneo continentale del 2025 ha migliorato le sue statistiche a 12,8 punti, 2,8 rimbalzi, 2,5 assist e 2,5 recuperi in quattro gare, affermandosi come una delle principali opzioni nel ruolo di playmaker.

## Stile di gioco
Vildoza si distingue principalmente come playmaker, ma grazie alla sua versatilità offensiva può ricoprire anche il ruolo di guardia. Il suo stile di gioco è caratterizzato da un'eccellente capacità di conduzione, visione di gioco e lettura tattica, elementi che gli permettono di organizzare l’attacco e guidare efficacemente l’offensiva della sua squadra.
È un giocatore abile nel palleggio, soprattutto nelle situazioni di pick and roll, dove riesce spesso a creare vantaggi sia per servire assist che per andare a canestro. Possiede un buon tiro dalla distanza, rappresentando una minaccia dal perimetro sia in situazioni di tiro statico che in movimento. Inoltre, ha buone risorse nell’uno contro uno e nelle penetrazioni, che gli consentono di superare le difese e concludere vicino al ferro.
Nel corso della sua carriera ha dimostrato di essere un realizzatore affidabile nei momenti decisivi, assumendosi responsabilità da leader offensivo. In fase difensiva, mostra intensità sulla prima linea e impegno tattico, partecipando attivamente alla pressione sul playmaker avversario e al recupero del pallone.

## Statistiche

### Club
|  | Denota le stagioni in cui ha vinto il titolo |
|  | Primo nella lega                             |

| Squadra            | Stagione/ Torneo   | PG  | Pts  | Min   | Doppio | Doppio | Tripla | Tripla | Tiro libero | Tiro libero | Rimbalzi | Rimbalzi | Ast  |
| Squadra            | Stagione/ Torneo   | PG  | Pts  | Min   | S      | T      | S      | T      | S           | T           | RD       | OF       | Ast  |
| ------------------ | ------------------ | --- | ---- | ----- | ------ | ------ | ------ | ------ | ----------- | ----------- | -------- | -------- | ---- |
| Libertad Sunchales | LNB 2012-13        | 19  | 21   | 100   | 5      | 16     | 1      | 7      | 8           | 14          | 18       | 3        | 3    |
| Libertad Sunchales | TS8 2013           | 1   | 0    | 13    | 0      | 1      | 0      | 1      | 0           | 0           | 1        | 0        | 4    |
| Libertad Sunchales | LNB 2013-14        | 40  | 118  | 448   | 30     | 59     | 11     | 35     | 25          | 33          | 45       | 13       | 49   |
| Libertad Sunchales | LSC 2014           | 3   | 12   | 37    | 3      | 4      | 2      | 5      | 0           | 0           | 2        | 0        | 4    |
| Libertad Sunchales | LNB 2014-15        | 46  | 185  | 597   | 37     | 104    | 26     | 82     | 33          | 51          | 52       | 10       | 39   |
| Libertad Sunchales | TS4 2015           | 1   | 8    | 20    | 0      | 1      | 2      | 4      | 2           | 2           | 1        | 0        | 0    |
| Libertad Sunchales | LNB 2015-16        | 65  | 609  | 1374  | 126    | 275    | 83     | 250    | 108         | 136         | 135      | 28       | 91   |
| Libertad Sunchales | LNB 2016-17        | 58  | 937  | 1618  | 204    | 445    | 119    | 354    | 172         | 222         | 146      | 27       | 177  |
| Libertad Sunchales | Totale             | 233 | 1890 | 4207  | 405    | 905    | 244    | 738    | 348         | 458         | 400      | 81       | 367  |
| Trotamundos        | LPB 2017           | 2   | 7    | 29    | 1      | 5      | 1      | 4      | 2           | 2           | 3        | 2        | 3    |
| Trotamundos        | Total              | 2   | 7    | 29    | 1      | 5      | 1      | 4      | 2           | 2           | 3        | 2        | 3    |
| San Lorenzo        | TS20 2017          | 10  | 51   | 148   | 9      | 24     | 8      | 26     | 9           | 11          | 12       | 1        | 10   |
| San Lorenzo        | S2017              | 1   | 11   | 40    | 2      | 4      | 2      | 7      | 1           | 2           | 4        | 0        | 4    |
| San Lorenzo        | LNB 2017-18        | 56  | 339  | 1089  | 60     | 123    | 64     | 169    | 27          | 39          | 93       | 12       | 111  |
| San Lorenzo        | LDA 2018           | 8   | 49   | 99    | 10     | 12     | 8      | 19     | 5           | 6           | 7        | 1        | 19   |
| San Lorenzo        | TS20 2018          | 14  | 82   | 223   | 10     | 30     | 18     | 44     | 8           | 14          | 14       | 1        | 22   |
| San Lorenzo        | S2018              | 1   | 6    | 9     | 0      | 0      | 2      | 3      | 0           | 0           | 2        | 0        | 0    |
| San Lorenzo        | LNB 2018-19        | 54  | 529  | 1264  | 109    | 229    | 86     | 244    | 53          | 78          | 128      | 20       | 138  |
| San Lorenzo        | LDA 2019           | 8   | 156  | 71    | 14     | 28     | 14     | 34     | 1           | 4           | 14       | 4        | 20   |
| San Lorenzo        | TS20 2019          | 11  | 112  | 260   | 26     | 50     | 17     | 46     | 9           | 14          | 34       | 3        | 34   |
| San Lorenzo        | LNB 2019-20        | 20  | 164  | 406   | 41     | 75     | 19     | 77     | 25          | 28          | 37       | 3        | 55   |
| San Lorenzo        | BCLA 2019-20       | 9   | 79   | 190   | 19     | 38     | 12     | 36     | 5           | 10          | 27       | 2        | 25   |
| San Lorenzo        | LNB 2020-21        | 42  | 625  | 1316  | 137    | 274    | 86     | 243    | 93          | 118         | 113      | 21       | 177  |
| San Lorenzo        | BCLA 2021          | 5   | 170  | 93    | 14     | 35     | 18     | 41     | 11          | 13          | 10       | 3        | 28   |
| San Lorenzo        | Totale             | 239 | 2221 | 5370  | 451    | 922    | 354    | 989    | 247         | 337         | 495      | 71       | 643  |
| Cibona Zagabria    | KKC 2021-22        | 3   | 34   | 52    | 3      | 6      | 7      | 12     | 7           | 8           | 7        | 0        | 11   |
| Cibona Zagabria    | ADR 2021-22        | 20  | 187  | 504   | 29     | 69     | 33     | 87     | 30          | 34          | 45       | 7        | 73   |
| Cibona Zagabria    | PL 2021-22         | 31  | 210  | 631   | 24     | 64     | 44     | 115    | 30          | 40          | 51       | 7        | 97   |
| Cibona Zagabria    | Totale             | 54  | 431  | 1187  | 56     | 139    | 84     | 214    | 67          | 82          | 103      | 14       | 181  |
| Flamengo           | BCLA 2022-23       | 10  | 108  | 248   | 16     | 29     | 21     | 60     | 13          | 21          | 36       | 4        | 30   |
| Flamengo           | CS8 2022-23        | 3   | 57   | 96    | 12     | 24     | 9      | 17     | 6           | 9           | 22       | 1        | 13   |
| Flamengo           | NBB 2022-23        | 33  | 305  | 754   | 47     | 103    | 56     | 168    | 43          | 51          | 74       | 11       | 98   |
| Flamengo           | Totale             | 46  | 470  | 1098  | 75     | 156    | 86     | 245    | 62          | 81          | 132      | 15       | 141  |
| Boca Juniors       | BCLA 2023-24       | 6   | 82   | 193   | 23     | 40     | 9      | 31     | 9           | 10          | 18       | 4        | 34   |
| Boca Juniors       | LNB 2023-24        | 52  | 854  | 1673  | 187    | 329    | 121    | 330    | 117         | 150         | 212      | 39       | 180  |
| Boca Juniors       | S2024              | 1   | 24   | 35    | 3      | 7      | 4      | 11     | 6           | 8           | 3        | 1        | 0    |
| Boca Juniors       | CS20 2025          | 2   | 31   | 70    | 5      | 11     | 4      | 15     | 9           | 10          | 6        | 0        | 7    |
| Boca Juniors       | BCLA 2024-25       | 10  | 123  | 290   | 20     | 47     | 23     | 62     | 14          | 17          | 31       | 1        | 46   |
| Boca Juniors       | LNB 2024-25        | 51  | 745  | 1572  | 134    | 276    | 118    | 342    | 123         | 144         | 232      | 16       | 187  |
| Boca Juniors       | Totale             | 123 | 1859 | 3833  | 372    | 710    | 279    | 791    | 278         | 339         | 502      | 61       | 454  |
| Totale in carriera | Totale in carriera | 697 | 6868 | 15724 | 1360   | 2837   | 1048   | 2981   | 1004        | 1299        | 1635     | 244      | 1789 |

### Nazionale
| Squadra   | Torneo                            | PG | Pts | Min | Doppio | Doppio | Tripla | Tripla | Tiro libero | Tiro libero | Rimbalzi | Rimbalzi | Ast |
| Squadra   | Torneo                            | PG | Pts | Min | S      | T      | S      | T      | S           | T           | RD       | OF       | Ast |
| --------- | --------------------------------- | -- | --- | --- | ------ | ------ | ------ | ------ | ----------- | ----------- | -------- | -------- | --- |
| Argentina | Qualificazioni FIBA AmeriCup 2022 | 6  | 54  | 157 | 13     | 26     | 8      | 25     | 4           | 4           | 21       | 0        | 18  |
| Argentina | FIBA AmeriCup 2022                | 5  | 11  | 46  | 0      | 1      | 2      | 10     | 5           | 6           | 4        | 0        | 7   |
| Argentina | Qualificazioni Mundial 2023       | 7  | 39  | 126 | 7      | 15     | 6      | 21     | 7           | 8           | 14       | 2        | 13  |
| Argentina | Qualificazioni FIBA AmeriCup 2025 | 4  | 51  | 116 | 12     | 19     | 7      | 25     | 6           | 6           | 7        | 4        | 9   |
| Argentina | Totale                            | 22 | 193 | 548 | 41     | 76     | 28     | 102    | 27          | 29          | 52       | 7        | 58  |

## Palmarès

#### Club
| Titolo                   | Club            | Stag.   |
| ------------------------ | --------------- | ------- |
| Supercopa de La Liga     | San Lorenzo     | 2017    |
| FIBA Americas League     | San Lorenzo     | 2018    |
| Liga Nacional de Básquet | San Lorenzo     | 2017-18 |
| Supercopa de La Liga     | San Lorenzo     | 2018    |
| FIBA Americas League     | San Lorenzo     | 2019    |
| Liga Nacional de Básquet | San Lorenzo     | 2018-19 |
| Torneo Súper 20          | San Lorenzo     | 2019    |
| Liga Nacional de Básquet | San Lorenzo     | 2020-21 |
| Premijer liga            | Cibona Zagabria | 2021-22 |
| Coppa Krešimir Ćosić     | Cibona Zagabria | 2021-22 |
| Liga Nacional de Básquet | Boca Juniors    | 2023-24 |
| Supercopa de La Liga     | Boca Juniors    | 2024    |
| Copa Súper 20            | Boca Juniors    | 2025    |
| Liga Nacional de Básquet | Boca Juniors    | 2024-25 |

### Individuale
- Aggiornato al 20 luglio 2025.

| Titolo                      | Club               | Stag.   |
| --------------------------- | ------------------ | ------- |
| Miglior sesto uomo          | Libertad Sunchales | 2016-17 |
| All-Star Game               | Libertad Sunchales | 2017    |
| All-Star Game               | San Lorenzo        | 2018    |
| Miglior U-23                | San Lorenzo        | 2018-19 |
| All-Star Game               | San Lorenzo        | 2019    |
| Miglior sesto uomo          | San Lorenzo        | 2019-20 |
| MVP delle finali            | San Lorenzo        | 2020-21 |
| Quintetto ideale            | Boca Juniors       | 2023-24 |
| MVP delle finali            | Boca Juniors       | 2023-24 |
| MVP della stagione          | Boca Juniors       | 2024-25 |
| Quintetto ideale            | Boca Juniors       | 2024-25 |
| Miglior giocatore nazionale | Boca Juniors       | 2024-25 |
| MVP delle finali            | Boca Juniors       | 2024-25 |